# Sèrvia
Sèrvia és una de les principals ciutats gregues de la unitat perifèrica de Kozani a l'oest de la regió de Macedònia. Des de la reforma administrativa del 2011, és el nucli de la unitat municipal anomenada Sèrvia-Velventos.

## Toponímia
El seu nom deriva del verb llatí servo, que vol dir «protegir», un nom que li van donar els romans, aproximadament durant el segle ii, en substitució l'antic nom grec Φυλακαί (Phylacae), que deriva del verb grec φυλάσσω («tenir cura»). El nom de la ciutat de Sèrvia és esmentat per l'escriptor romà Plini el Vell i també en una inscripció grega que es va trobar a la ciutat de Véria que diu així: "Παρμενίων Γλαυκία Φυλακήσιος νικητής εν Δολίχω", «dedicat a Parmenion, fill de Glauceas, de Phylacae, vencedor a Doliche».

## Història

### Prehistòria
Segons l'arqueòleg Alan John Bayard Wace, el primer assentament humà d'aquest municipi va estar al costat de l'antic pont sobre el riu Haliakmon, a la riba oest, una zona actualment submergida sota el llac Polifitos. Les primeres excavacions les van dur a terme l'Escola Britànica d'Atenes, sota la direcció de Walter Heurtley el 1930. Un nou estudi arqueològic es va dur conjuntament pel Servei Grec d'Arqueologia i l'Escola Britànica d'Atenes sota la direcció d'Aikaterina Rhomiopoulou i Cressida Ridley entre l'any 1971 i el 1973; aprofundint sota el complex hidroelèctric del Polifitos, que anteriorment era una vall fluvial.
Al lloc hi ha un monticle format per les runes acumulades durant les successives ocupacions humanes des de mitjan Neolític, abans de l'any 5000 aC. Els edificis de planta quadrada o rectangular, d'un o dos pisos d'alçada, estaven emmarcats per gruixuts pilars de roure i les parets estaven formades per una barreja de canyes, palla i fang. La ceràmica trobada, dels típics dolors roig i crema està molt relacionada amb la de Tessàlia que s'ha trobat en llocs com Sesklo i Akhil·leion. Els recipients que produïen eren: fruiters, escudelles no gaire fondes i gots. També s'han trobat eines fetes d'os i de pedra i, amb menor quantitat, ornaments fets de conquilles i pedres marines (Spondylus gaederopus i Glycimeris). L'ocupació de l'indret va durar milers d'anys fins a la darrera etapa del Neolític, caracteritzada per la ceràmica de color negre i la de color gris. Alguns fragments, trobats de tant en tant, fets d'obsidiana de Melos, indiquen que va tenir lloc comerç a llarga distància unint Tessàlia amb Macedònia. Després d'un llarg període deshabitat, l'indret va tornar a estar poblat a començaments de l'edat del bronze (3r mil·lenni aC) quan, el repertori de ceràmica trobada suggereix una orientació cap a la Macedònica central més que no pas cap a Tessàlia.
R. Housely i R. Hubbard han fet estudis paleobotànics de les llavors trobades entre les restes arqueològiques de l'antiga Sèrvia que aporten una informació important sobre els costums agrícoles d'aquella època.

### Antiguitat
En l'antiguitat, Sèrvia va ser un lloc fortificat en la ruta entre Macedònia i Tessàlia, fet que explica el seu nom. Així com anaven passant els anys més persones s'instal·laven al voltant i es va formar la ciutat de Phylacae. Entre els personatges històrics que van passar per Sèrvia en aquella època està Alexandre el Gran, quan anava cap a Tebes l'any 335 aC, i Sant Pau apòstol durant el viatge que va fer per Macedònia al segle i.

### Període romà d'Orient
Sèrvia va esdevenir un lloc important durant l'Imperi Romà d'Orient, època en què es va construir un castell i es va fortificar la ciutat (era una καστροπολιτεία, castropoliteia). Al segle ix va pertànyer al tema de Tessalònica. Al segle x els búlgars, encapçalats pel seu emperador Samuel, van envair l'Imperi Romà d'Orient i van ocupar Sèrvia i Véria. Durant l'existència del Despotat de l'Epir, la ciutat va estar disputada per l'emperador de Nicea. Teodor II Làscaris va exigir el traspàs d'aquesta ciutat juntament amb la de Durazzo en l'acord matrimonial entre Nicèfor, fill de Miquel dèspota de l'Epir, i Maria, filla de Teodor.

### Període otomà
Els otomans van capturar Sèrvia el 1393. A partir del 1864 va ser la capital de la comarca homònima (en turc: Sanjak de Serfiğe, en grec: Σαντζάκι/Υποδιοίκησις Σερβίων) dins la província Manastir Vilayet. En aquella època el nom de la ciutat s'escrivia Serfiçe i també amb la forma Serfidze. Sèrvia va ser la seu bisbal dels territoris parroquials de Sèrvia i Kozani fins al 1745; després d'aquesta data la seu es va traslladar a Kozani.

### Època moderna

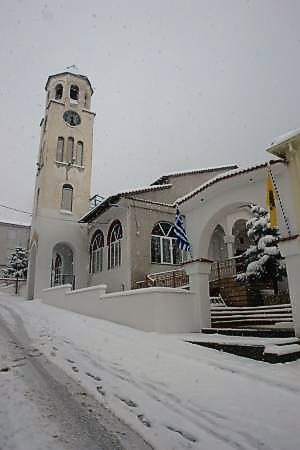
Església de sant Kyriaki, patró de Sèrvia

L'exèrcit grec va entrar a Sèrvia el 10 d'octubre del 1912, durant la Primera Guerra Balcànica, després de la victòria dels grecs sobre els otomans a la batalla de Sarantaporo. El mateix dia els otomans, abans d'abandonar la ciutat, van aplegar 117 persones i els van executar. En commemoració d'aquest fet el principal carrer que duu a l'ajuntament s'anomena "117 Εθνομαρτύρων" (117 ethnomartyron), que es podria traduir per «Els 117 màrtirs nacionals». Sèrvia va passar a formar part del Regne de Grècia amb el Tractat de Bucarest (1913).
Durant la Segona Guerra Mundial, el 6 de març del 1943, les tropes alemanyes i italianes van atacar Sèrvia en resposta a la forta resistència que havien trobat a la regió. La ciutat va quedar en runes i només es van salvar tres edificis d'arquitectura neoclàssica, una de les quals ha esdevingut el Museu Folklòric de Sèrvia.
Actualment Sèrvia és una de les principals ciutats agrícoles de la seva regió, amb una població (referida a la unitat municipal formada per Sèrvia-Velventos) de 14.830 habitants segons el cens del 2011. La principal via d'accés és la carretera nacional 3, que travessa el territori municipal i forma part de la ruta europea E65, que connecta les ciutats de Flórina i Kozani amb Làrissa.

## Llocs d'interès

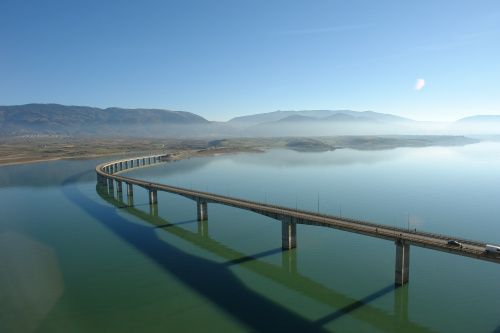
Pont sobre el llac Polifitos.

- El castell romà d'Orient construït al segle vi, per ordre de Justinià I. Només roman una de les quatre torres originals, que es van destruir durant els bombardeigs de la segona guerra mundial.
- El pont sobre el llac Polifitos.
- El congost de Sèrvia.
- Les formacions geològiques anomenades Noktaria, al districte de Mikrovalto.
- El Museu Folklòric de Sèrvia.
- Diverses esglésies, d'època romana d'Orient, excavades en la roca, la més famosa de totes s'anomena Aghios Antonios Kremastos.

## Personatges il·lustres
- Santa Teodora d'Arta, (segle xiii), reina consort de l'Epir pel seu matrimoni amb Miquel II Àngel-Comnè.
- Georgios Kontaris (s. XVII), acadèmic i filòsof.
- Eugenios Pateras (segle xix), bisbe de Sèrvia i Kozani.
- Zesses Soteriou (segle xix), revolucionari de la guerra d'independència de Grècia.
- Georgios Zorbas, (1867–1942) heroi de la novel·la de Nikos Kazantzakis, "Zorba el grec".
- Ioannis Zizioulas (segle xx), teòleg i president de l'Acadèmia d'Atenes.
- Vesna Vulović (segle xx-XXI), heroïna popular i activista